# Robert Alwyn Hughes
Robert Alwyn Hughes (* květen 1935) je velšský malíř.

## Život
Narodil se ve vesnici Dowlais na jihu Walesu. V letech 1953 až 1957 studoval výtvarné umění na Newport College of Art, následně do roku 1958 na Leicester College of Art a v letech 1958 až 1961 na Royal College of Art. Později působil jako pedagog na Cheltenham College of Art. Jeho dílo bylo poprvé veřejně vystavováno na festivalu National Eisteddfod of Wales v roce 1958. Rovněž se věnoval experimentálnímu filmu a fotografování.